# Tabaicara
Tabaicara (łac. Diocesis Tabaicarensis) – stolica historycznej diecezji we Cesarstwie rzymskim w prowincji Mauretania Cezarensis, zlikwidowana w VII w. podczas ekspansji islamskiej, współcześnie w północnej Algierii. Obecnie katolickie biskupstwo tytularne. 

## Biskupi tytularni
| Lp. | Biskup                   | Funkcja                                     | Od                   | Do               |
| --- | ------------------------ | ------------------------------------------- | -------------------- | ---------------- |
| 1   | James Edward Kearney     | emerytowany biskup Rochester (USA)          | 21 października 1966 | 18 stycznia 1971 |
| 2   | Valerians Zondaks        | biskup pomocniczy Rygi (Związek Radziecki)  | 28 października 1972 | 27 września 1986 |
| 3   | Juozas Žemaitis          | administrator apostolski wyłkowyski (Litwa) | 10 marca 1989        | 24 grudnia 1991  |
| 4   | Leonardo Mario Bernacchi | wikariusz apostolski Camiri (Boliwia)       | 17 listopada 1993    | 10 kwietnia 2012 |
| 5   | Józef Staniewski         | biskup pomocniczy grodzieńska (Białoruś)    | 29 listopada 2013    | 14 września 2021 |
| 6   | Marcelo Antônio da Silva | biskup pomocniczy Santo Amaro (Brazylia)    | 15 lutego 2023       |                  |